# Royal Rumble (2016)
Royal Rumble (2016) foi o 29º evento pay-per-view e transmissão ao vivo anual Royal Rumble de luta profissional produzido pela WWE. Aconteceu em 24 de janeiro de 2016, no Amway Center em Orlando, Flórida. O evento também foi o quinto pay-per-view do Royal Rumble a ser realizado no estado da Flórida, após os eventos de 1990, 1991, 1995 e 2006, o segundo a ser realizado em Orlando (depois de 1990) e o primeiro evento pay-per-view da WWE a ser realizado no Amway Center.
Tradicionalmente desde 1993, o vencedor da luta Royal Rumble recebe uma luta pelo campeonato mundial na WrestleMania daquele ano. Para o evento de 2016, no entanto, Roman Reigns estava escalado para defender o Campeonato Mundial dos Pesos Pesados da WWE na luta Royal Rumble de 2016 e como o primeiro participante. Esta foi a luta do evento principal, vencida pelo retorno de Triple H, que eliminou Reigns antes de eliminar Dean Ambrose para ganhar o campeonato. Esta foi a segunda vitória de Triple H no Rumble e ele se tornou a terceira pessoa a vencer a partida como o número 30. Esta foi apenas a segunda vez que um vencedor do Rumble conquistou o campeonato mundial por vencer a luta Rumble, após o evento de 1992, onde o título vago era o prêmio, mas foi a primeira em que o atual campeão defendeu o título na luta.
Outras cinco lutas foram disputadas no evento, incluindo uma no pré-show. O evento foi notável pela estreia no pay-per-view da WWE do pilar de longa data da Total Nonstop Action Wrestling (agora Impact Wrestling) AJ Styles como o terceiro participante na luta Royal Rumble. Este também foi o último evento Royal Rumble a ser realizado antes da reintrodução da extensão da marca em julho.

## Produção

### Introdução
O Royal Rumble é um evento anual pay-per-view (PPV) e WWE Network, produzido todo mês de janeiro pela WWE desde 1988. É um dos quatro pay-per-views originais da promoção, junto com WrestleMania, SummerSlam e Survivor Series apelidada de "Quatro Grandes". É nomeado após a luta Royal Rumble, uma batalha real modificada na qual os participantes entram em intervalos cronometrados, em vez de todos começarem no ringue ao mesmo tempo. O evento de 2016 foi o 29º evento na cronologia do Royal Rumble e estava programado para ser realizado em 24 de janeiro de 2016, no Amway Center em Orlando, Flórida.
A luta Royal Rumble geralmente apresenta 30 lutadores e o vencedor tradicionalmente ganha uma luta pelo campeonato mundial na WrestleMania daquele ano. Para 2016, isso teria sido uma luta pelo Campeonato Mundial dos Pesos Pesados da WWE na WrestleMania 32; no entanto, o atual Campeão Mundial dos Pesos Pesados da WWE, Roman Reigns, estava escalado para defender o título na luta como o primeiro participante. Isso marcou a segunda vez que o campeonato mundial da promoção foi o prêmio da partida (a primeira foi em 1992), mas a primeira vez em que o campeão defendeu o título na partida, já que em 1992 o campeonato havia sido desocupado, e foi decidido que o vencedor do Rumble ganharia o título vago.

### Rivalidades
O card consistiu em seis lutas, incluindo uma do pré-show, que resultaram de enredos roteirizados, onde os lutadores retratavam vilões, heróis ou personagens menos distinguíveis em eventos roteirizados que criaram tensão e culminaram em uma luta ou série de lutas, com resultados pré-determinados pelos escritores da WWE, enquanto as histórias foram desenvolvidas nos principais programas de televisão da WWE, Raw e SmackDown.
Tradicionalmente, o vencedor da luta Royal Rumble de 30 homens ganha uma luta pelo campeonato mundial na WrestleMania. No entanto, como culminar de suas tentativas de privar o Campeonato Mundial dos Pesos Pesados da WWE, Roman Reigns, por atacar seu genro Triple H e desrespeitar a família McMahon, o CEO e presidente da WWE, Vince McMahon, decidiu que Reigns teria que defender seu título em a luta Rumble como participante número um.
No episódio do Raw de 28 de dezembro, Big Show foi o primeiro lutador a anunciar sua participação na luta Royal Rumble. No início de janeiro, Curtis Axel, Ryback, The Wyatt Family (Bray Wyatt, Luke Harper, Erick Rowan e Braun Strowman), Dolph Ziggler, Chris Jericho, Stardust e Sheamus foram adicionados à partida. No episódio do Raw de 11 de janeiro, Stephanie McMahon anunciou que Brock Lesnar iria competir na luta, apesar do advogado de Lesnar, Paul Heyman, argumentar que Lesnar deveria ignorar a luta e enfrentar o vencedor na WrestleMania 32. Na semana seguinte no Raw, uma loteria manipulada atribuiu o primeiro lugar a Reigns, o que significa que ele seria o primeiro competidor a entrar na luta.
No TLC: Tables, Ladders & Chairs, Dean Ambrose derrotou Kevin Owens para ganhar o Campeonato Intercontinental. A rivalidade deles se intensificou por semanas; incluindo uma partida terminando em dupla contagem pelo Campeonato Intercontinental. No episódio de 14 de janeiro do SmackDown, Owen's aceitou o desafio de Ambrose para uma luta Last Man Standing pelo Campeonato Intercontinental no Royal Rumble.
No episódio de 7 de janeiro de 2016 do SmackDown, John Cena apresentou Kalisto como oponente do Campeão dos Estados Unidos Alberto Del Rio. Depois que Kalisto venceu a partida, ele ganhou uma luta pelo título no Raw de 11 de janeiro, no qual derrotou Del Rio para ganhar o Campeonato dos Estados Unidos. Del Rio voltou a ganhar o campeonato na noite seguinte no SmackDown. Posteriormente, outra luta pelo título entre os dois foi marcada para o Royal Rumble.
No Raw de 4 de janeiro, Becky Lynch foi atacada pela Campeã das Divas Charlotte após derrotá-la em uma luta sem título. Com a ajuda do pai Ric Flair, Charlotte derrotou Lynch para reter o campeonato no episódio de 7 de janeiro do SmackDown. Posteriormente, Lynch desafiou Charlotte para outra luta pelo título no Royal Rumble. Embora Charlotte não estivesse disposta a conceder a Lynch outra oportunidade de título, Lynch incitou Flair a aceitar o desafio em nome de sua filha.
No Raw de 11 de janeiro, The Usos derrotaram The New Day. Na semana seguinte no Raw, uma defesa do título de duplas por The New Day contra The Usos foi agendada para o Royal Rumble.
Em 20 de janeiro, uma luta fatal four-way de duplas entre Darren Young e Damien Sandow, The Dudley Boyz, The Ascension e Mark Henry e Jack Swagger foi agendada para o pré-show do Royal Rumble, com ambos os membros da equipe vencedora ganhando uma vaga na luta Royal Rumble no final da noite.

## Evento
| Função:                   | Nome:                    |
| ------------------------- | ------------------------ |
| Comentaristas em inglês   | Michael Cole             |
| Comentaristas em inglês   | Corey Graves             |
| Comentaristas em inglês   | Byron Saxton             |
| Comentaristas em inglês   | John "Bradshaw" Layfield |
| Comentaristas em espanhol | Carlos Cabrera           |
| Comentaristas em espanhol | Marcelo Rodríguez        |
| Comentaristas em francês  | Christophe Agius         |
| Comentaristas em francês  | Philippe Chereau         |
| Anunciadoras de ringue    | Lilian Garcia            |
| Anunciadoras de ringue    | Eden Stiles              |
| Árbitros                  | John Cone                |
| Árbitros                  | Dan Engler               |
| Árbitros                  | Mike Chioda              |
| Árbitros                  | Charles Robinson         |
| Árbitros                  | Rod Zapata               |
| Entrevistador             | Rich Brennan             |
| Painel do pré-show        | Renee Young              |
| Painel do pré-show        | Booker T                 |
| Painel do pré-show        | Jerry Lawler             |
| Painel do pré-show        | Corey Graves             |

### Pré-show
No pré-show do Royal Rumble, The Dudley Boyz (Bubba Ray Dudley e D-Von Dudley), Jack Swagger e Mark Henry, Damien Sandow e Darren Young e The Ascension (Konnor e Viktor) competiram em um luta Fatal Four Way de duplas, na qual os vencedores se classificariam para a luta Royal Rumble. No final, Bubba Ray e D-Von executaram um 3-D em Viktor antes de Swagger aplicar um Patriot Lock em Bubba Ray enquanto Henry executou um Running Splash em Bubba Ray. Henry derrotou Viktor, permitindo que Swagger e Henry se classificassem para a luta Royal Rumble.

### Lutas preliminares
O pay-per-view começou com Dean Ambrose defendendo o Intercontinental Championship contra Kevin Owens em uma luta Last Man Standing. Durante a luta, Owens executou um Cannonball através da barricada em Ambrose. Owens tentou um Powerbomb em Ambrose através de duas cadeiras, mas Ambrose rebateu com um Back Body Drop através das cadeiras. Ambrose executou um Dirty Deeds em Owens em uma cadeira. Ambrose fez um Diving Elbow Drop em Owens através de uma mesa. Owens executou um Swinging Fisherman Suplex da corda superior em Ambrose através de uma mesa. No final, Ambrose empurrou Owens da terceira corda através de duas mesas empilhadas fora do ringue. Como Owens não aguentou a contagem de dez, Ambrose venceu a luta para reter o título.
Em seguida, The New Day (Big E e Kofi Kingston) defenderam o WWE Tag Team Championship contra The Usos (Jimmy Uso e Jey Uso). Nos momentos finais da luta, Big E abordou Jimmy na barricada, apenas para Jey realizar um Superkick em Big E. Jey saltou para a corda superior, mas foi pego por Big E, que executou um Big Ending em Jey para reter o título.
Depois disso, Alberto Del Rio defendeu o United States Championship contra Kalisto. Durante a luta, Del Rio tentou um double foot stomp em Kalisto enquanto ele estava preso nas cordas, mas Kalisto evitou e executou um Salida Del Sol, no entanto, Del Rio agarrou as cordas para anular o pinfall. No final, enquanto Del Rio removia a proteção do turnbuckle, Kalisto executou um Diving Hurricanrana em Del Rio, jogando Del Rio no turnbuckle exposto. Kalisto realizou um segundo Salida Del Sol em Del Rio para vencer a luta e o título.
Na quarta luta, Charlotte defendeu seu Divas Championship contra Becky Lynch. No clímax da luta, quando Lynch aplicou o Dis-arm-her em Charlotte, Ric Flair jogou sua jaqueta em Lynch. Charlotte então executou um Spear em Lynch para manter o título. Após a luta, Sasha Banks voltou e aplicou o Bank Statement em Charlotte. Flair puxou Charlotte para fora do ringue.

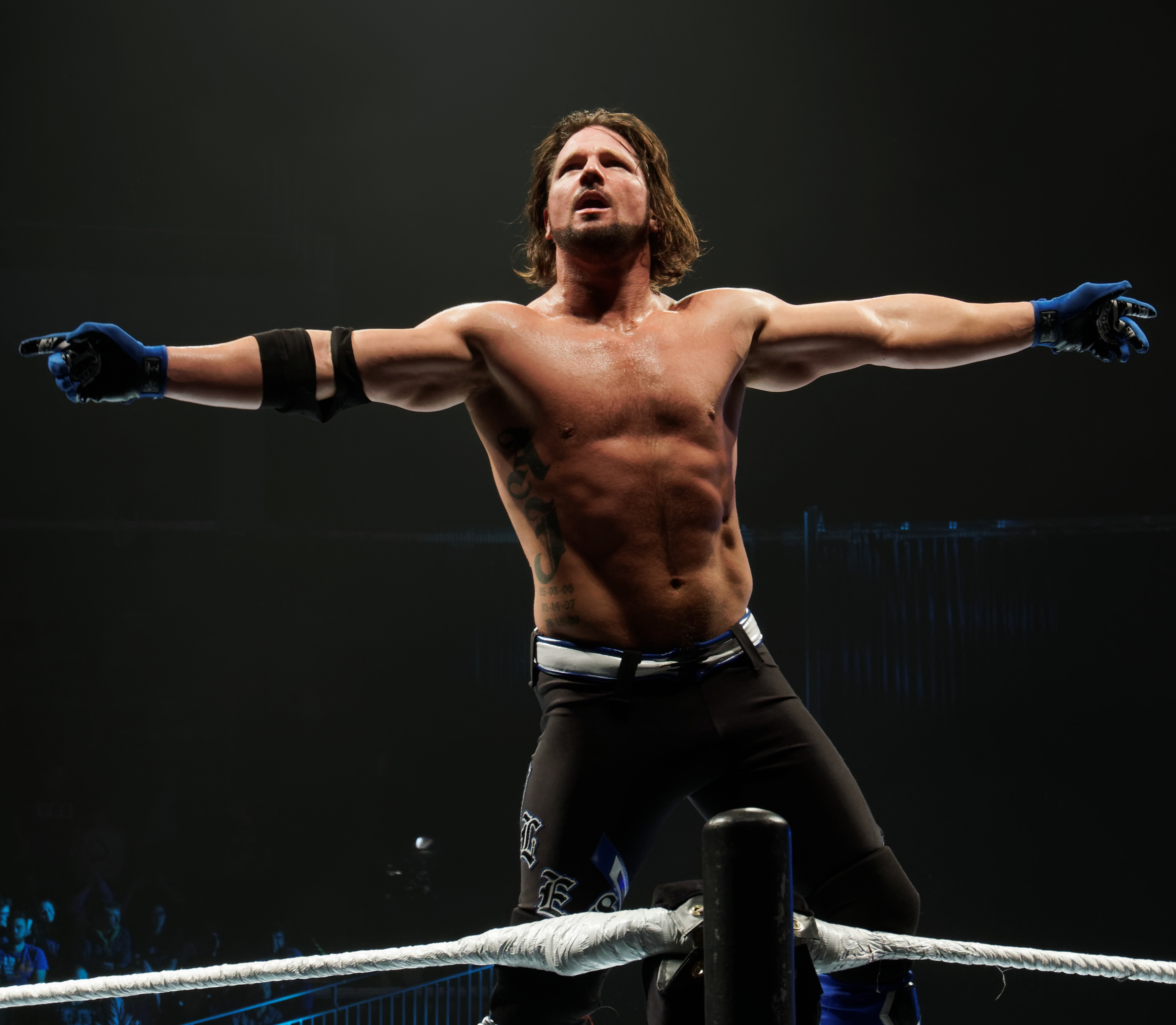
AJ Styles, fazendo sua estreia na WWE. Styles lutou brevemente na WWE em 2002 antes de chegar ao estrelato na NJPW, TNA, ROH e outras promoções.

### Evento principal
O evento principal foi a luta Royal Rumble de 30 homens pelo WWE World Heavyweight Championship. O Campeão Mundial dos Pesos Pesados da WWE Roman Reigns e Rusev. Depois que Reigns eliminou Rusev, AJ Styles entrou no terceiro lugar, marcando a estreia de Styles na WWE, e eliminou os próximos participantes, Tyler Breeze e Curtis Axel. Por ordem do presidente da WWE, Vince McMahon , a League of Nations tirou Reigns do ringue e o atacou, onde Rusev executou um Running Splash em Reigns através de uma mesa de transmissão, fazendo com que Reigns ferido fosse levado para os bastidores.
Enquanto a luta continuava, Braun Strowman eliminou Kane e Big Show. Kevin Owens eliminou AJ Styles, mas mais tarde foi eliminado por Sami Zayn, que entrou com o número vinte. Brock Lesnar eliminou Jack Swagger e três membros da Wyatt Family: Erick Rowan, Luke Harper e Braun Strowman. Quando Bray Wyatt entrou, a Wyatt Family atacou Lesnar novamente e o eliminou da luta. Enquanto Sheamus entrava, Reigns o atacou com um Superman Punch antes de retornar à luta. Reigns então eliminou The Miz e Alberto Del Rio.
No número trinta, Triple H , que estava inativo desde que foi atacado por Roman Reigns no TLC, fez seu retorno e eliminou Dolph Ziggler. Sheamus executou um Brogue Kick em Wyatt e, junto com Triple H, eliminou Wyatt. Chris Jericho realizou um Codebreaker em Triple H, mas foi eliminado por Dean Ambrose. Sheamus tentou outro  Brogue Kick em Ambrose; no entanto, Ambrose rebateu e Sheamus caiu no apron do ringue. Reigns eliminou Sheamus após um Superman Punch mas Triple H eliminou Reigns em seguida. Depois de um vaivém, Triple H eliminou Ambrose, resultando em Triple H ganhando seu segundo Royal Rumble e tornando-se Campeão Mundial dos Pesos Pesados da WWE pela nona vez, e 14 vezes Campeão Mundial no geral.

## Depois do evento
No episódio da noite seguinte do Raw, a Authority decidiu que Triple H iria defender o WWE World Heavyweight Championship na WrestleMania 32 contra o vencedor de uma luta Triple Threat entre Roman Reigns, Dean Ambrose, e Brock Lesnar, a ser realizada no Fastlane. Roman Reigns venceu a luta (e a oportunidade de título na WrestleMania) ao imobilizar Dean Ambrose. No entanto, Ambrose também recebeu uma luta pelo título na corrida para a WrestleMania, no WWE Roadblock, onde Triple H o derrotou para manter o título. Antes de sua luta Triple Threat com Roman Reigns e Brock Lesnar no Fastlane, Dean Ambrose perdeu o Intercontinental Championship no Raw de 15 de fevereiro em uma luta  "Fatal 5-Way" envolvendo também Kevin Owens, Dolph Ziggler, Stardust e Tyler Breeze quando Owens imobilizou Breeze para recuperar o título.
Os Usos tiveram outro confronto com o New Day, depois que o último time interrompeu o primo dos Usos, The Rock, que apareceu no Raw de 25 de janeiro. Os Usos forçaram o trio a entrar no ringue, onde The Rock atacou cada membro do New Day com seus movimentos característicos. No Raw de 8 de fevereiro, The Usos e The Dudley Boyz derrotaram The New Day e Mark Henry em uma luta de quartetos. Após a lutas, os Dudley Boyz atacaram os Usos, virando heels no processo.
Também no Raw de 25 de janeiro, AJ Styles fez sua estreia no Raw, derrotando Chris Jericho. Os dois apertaram as mãos após a luta, mas Jericho se recusou a soltar a mão de Styles, dando-lhe um olhar fixo antes de partir. Depois que Styles derrotou The Miz no episódio de 4 de fevereiro do SmackDown, Jericho desafiou Styles para uma revanche. Jericho derrotou Styles no episódio da semana seguinte do SmackDown, dando a Styles sua primeira derrota desde o Royal Rumble.
Além disso, Sasha Banks e Becky Lynch se enfrentaram no Raw de 25 de janeiro em uma luta que terminou em desqualificação depois que Charlotte atacou as duas mulheres. Depois que Banks confirmou suas intenções de ir atrás do Divas Championship e se separar do Team BAD no Raw de 1º de fevereiro, ela enfrentou Lynch naquela noite em uma revanche que terminou com a vitória de Banks por desqualificação após as membras do Team BAD Naomi e Tamina a atacarem, fazendo Banks virar face no processo. Lynch ajudou Banks a afastar Naomi e Tamina, levando a uma aliança temporária e incômoda entre as duas. Além disso, naquela mesma noite, Charlotte perdeu uma luta sem título para Brie Bella após um roll-up. Isso levou a uma luta pelo título entre as duas pelo Divas Championship no Fastlane, que Charlotte venceu.

## Resultados
| Nº                                          | Resultados | Estipulações                                                                          | Tempo   |
| ------------------------------------------- | --- | ------------------------------------------------------------------------------------- | ------- |
| Pré- show                                   | Mark Henry e Jack Swagger derrotaram The Ascension (Konnor e Viktor), Darren Young e Damien Sandow e The Dudley Boyz (Bubba Ray Dudley e D-Von Dudley) | Luta de quatro duplas; a dupla que ganhasse se qualificaria para a luta Royal Rumble. | 7:58    |
| 1                                           | Dean Ambrose (c) derrotou Kevin Owens | Luta Last Man Standing pelo WWE Intercontinental Championship                         | 20:50   |
| 2                                           | The New Day (Big E e Kofi Kingston) (com Xavier Woods) (c) derrotaram The Usos (Jey Uso e Jimmy Uso)                                                   | Luta de duplas pelo WWE Tag Team Championship                                         | 10:53   |
| 3                                           | Kalisto derrotou Alberto Del Rio (c) | Luta individual pelo WWE United States Championship                                   | 11:30   |
| 4                                           | Charlotte (c) (com Ric Flair) derrotou Becky Lynch | Luta individual pelo WWE Divas Championship                                           | 11:40   |
| 5                                           | Triple H venceu ao eliminar por último Dean Ambrose | Luta Royal Rumble pelo WWE World Heavyweight Championship                             | 1:01:42 |
| (c) – Refere-se aos campeões antes da luta. | |                                                                                       |         |

### Entradas e eliminações da luta Royal Rumble

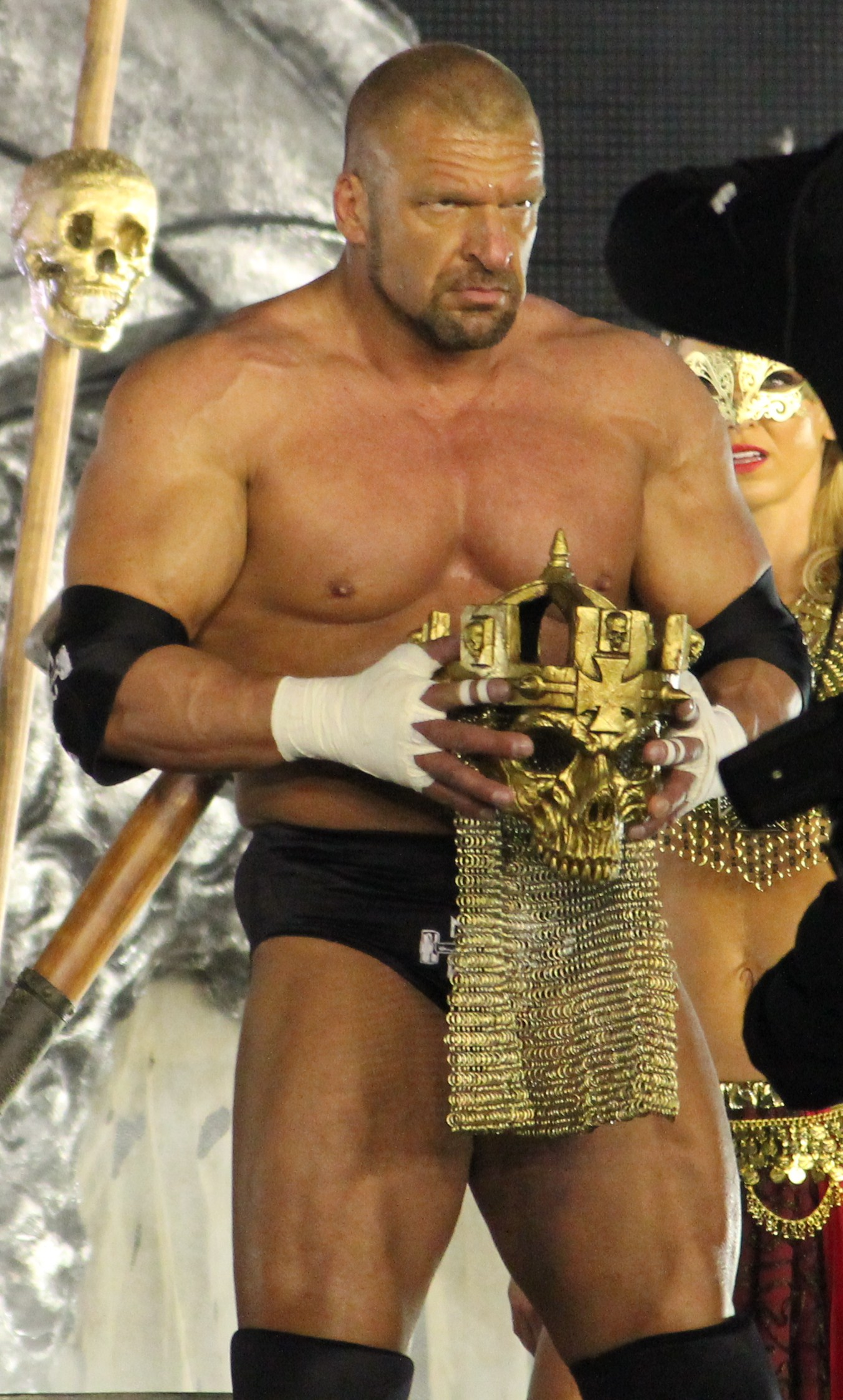
Triple H, vencedor da luta Royal Rumble de 2016.

| Símbolo  | Significado                     |
| -------- | ------------------------------- |
| †        | Indica o menor tempo.           |
| (c)      | Indica o campeão antes da luta. |
| Triple H | Indica o vencedor.              |

| Nº | Lutador          | Ordem de eliminação | Eliminado por                             | Tempo | Eliminações |
| -- | ---------------- | ------------------- | ----------------------------------------- | ----- | ----------- |
| 1  | Roman Reigns (c) | 28º                 | Triple H                                  | 59:48 | 5           |
| 2  | Rusev            | 1º                  | Roman Reigns                              | 1:30  | 0           |
| 3  | A.J. Styles      | 11º                 | Kevin Owens                               | 28:58 | 2           |
| 4  | Tyler Breeze     | 2º                  | A.J. Styles e Roman Reigns                | 1:18  | 0           |
| 5  | Curtis Axel      | 3º                  | A.J. Styles                               | 1:30  | 0           |
| 6  | Chris Jericho    | 26º                 | Dean Ambrose                              | 51:20 | 1           |
| 7  | Kane             | 9º                  | Braun Strowman                            | 19:07 | 1           |
| 8  | Goldust          | 4º                  | Titus O'Neil                              | 6:18  | 0           |
| 9  | Ryback           | 8º                  | Big Show                                  | 12:37 | 0           |
| 10 | Kofi Kingston    | 6º                  | Chris Jericho                             | 8:26  | 0           |
| 11 | Titus O'Neil     | 7º                  | Big Show                                  | 9:06  | 1           |
| 12 | R-Truth          | 5º                  | Kane                                      | 0:59  | 0           |
| 13 | Luke Harper      | 19º                 | Brock Lesnar                              | 24:16 | 4           |
| 14 | Stardust         | 14º                 | Luke Harper                               | 14:12 | 0           |
| 15 | Big Show         | 10º                 | Braun Strowman                            | 4:58  | 2           |
| 16 | Neville          | 13º                 | Luke Harper                               | 10:17 | 0           |
| 17 | Braun Strowman   | 20º                 | Brock Lesnar                              | 18:01 | 5           |
| 18 | Kevin Owens      | 12º                 | Sami Zayn                                 | 4:58  | 1           |
| 19 | Dean Ambrose     | 29º                 | Triple H                                  | 29:57 | 1           |
| 20 | Sami Zayn        | 16º                 | Braun Strowman                            | 4:55  | 1           |
| 21 | Erick Rowan      | 17º                 | Brock Lesnar                              | 4:35  | 2           |
| 22 | Mark Henry       | 15º                 | Braun Strowman, Luke Harper e Erick Rowan | 0:47  | 0           |
| 23 | Brock Lesnar     | 21º                 | Braun Strowman, Luke Harper e Erick Rowan | 9:31  | 4           |
| 24 | Jack Swagger     | 18º                 | Brock Lesnar                              | 0:29† | 0           |
| 25 | The Miz          | 22º                 | Roman Reigns                              | 8:55  | 0           |
| 26 | Alberto Del Rio  | 23º                 | Roman Reigns                              | 7:02  | 0           |
| 27 | Bray Wyatt       | 25º                 | Sheamus                                   | 11:25 | 0           |
| 28 | Dolph Ziggler    | 24º                 | Triple H                                  | 7:10  | 0           |
| 29 | Sheamus          | 27º                 | Roman Reigns                              | 8:46  | 1           |
| 30 | Triple H         | -                   | Vencedor                                  | 9:03  | 3           |

↑ Braun Strowman, Luke Harper e Erick Rowan já haviam sido eliminados quando retornaram para eliminar Brock Lesnar.